# بوکرتی
بوکر تیو هافمن (به انگلیسی: Booker T. Huffman Jr) ملقب به بوکرتی (به انگلیسی: Booker T)، (زادهٔ ۱ مارچ ۱۹۶۵) یک کشتی کج کار حرفه‌ای نیمه بازنشسته می‌باشد که هم‌اکنون در دبلیو دبلیو ای کار می‌کند.

## افتخارات
- ۱ بار قهرمانی کمربند سنگین‌ وزن جهان دبلیودبلیوئی
- ۵ بار قهرمانی کمربند سنگین وزن WCW
- قهرمان کمربند تگ تیم جهانی دبلیو سی دبلیو: ۱ بار به همراه تست
- ۳ بار قهرمانی کمربند تگ تیم جهان: ۱ بار با تست - ۱ بار با گلداست - ۱ بار با راب ون دم
- ۱ بار قهرمانی کمربند بین قاره‌ای دبلیودبلیوئی
- ۳ بار قهرمانی کمربند ایالات متحده دبلیودبلیوئی
- ۲ بار قهرمانی کمربند هاردکُر
- قهرمان تورنمنت کینگ آف د رینگ ۲۰۰۶
- پیوستن به تالار شهرت دبلیو دبلیو ای در سال ۲۰۱۳